# Calliostoma carcellesi
Calliostoma carcellesi is een slakkensoort uit de familie van de Calliostomatidae. De wetenschappelijke naam van de soort is voor het eerst geldig gepubliceerd in 1940 door Clench & Aguayo.